# Lehrstudio für experimentellen Animationsfilm
Das Lehrstudio für experimentellen Animationsfilm besteht an der Universität für angewandte Kunst Wien.

## Geschichte
Das Lehrstudio für experimentellen Animationsfilm wurde 1982 von der österreichischen Künstlerin Maria Lassnig im Zuge ihrer 1980 erfolgten Berufung als Professorin für Malerei an die damalige Hochschule für angewandte Kunst Wien als erstes und bislang einziges Lehrstudio für Trickfilm in Österreich ins Leben gerufen. Nach den Vorstellungen von Lassnig sollte Malerei hier in Bewegung versetzt werden.

## Leitung Studiengang
- 1980–1989 Maria Lassnig
  - Zu den Filme machenden Schülern der Meisterklasse für Experimentelles Gestalten von Maria Lassnig von 1980 bis 1989 gehören Lisi Frischengruber, Sabine Groschup, Irene Hohenbüchler, Gudrun Kampl, Britta Keber, Renate Kordon, Mara Mattuschka, Bady Minck, Susanne Praglowski, Gerlinde Thuma, Monika Wibmer, Martin Anibas, James Clay, Alexander Curtis, Guido Hoffmann, Rob Kasseckert, Josef Nermuth, Hans Werner Poschauko, Thomas Renoldner, Roland Schütz, Ulf Staeger, Thomas Steiner, Stefan Stratil, Jurislav Tscharyiski, Tobias Urban.
- 1990–2009 Christian Ludwig Attersee
- seit 2009 Judith Eisler

Als Studio für experimentellen Animationsfilm besteht das bis vor wenigen Jahren einzige experimentelle Filmstudio an Österreichs Kunsthochschulen bis heute und ist angegliedert an das Institut Bildende und Mediale Kunst der Angewandten. Der Studiengang Malerei und Animationsfilm wird seit 2009 von der New Yorker Künstlerin Judith Eisler geleitet. Sie folgte auf Christian Ludwig Attersee, der die Meisterklasse für Experimentelles Gestalten – und damit auch das Trickfilmstudio – 1990 von Maria Lassnig übernommen hatte.

## Leitung Lehrstudio
- 1980–2012 Hubert Sielecki
- Seit 2012 Nikolaus Jantsch